# 그리셀다줄무늬풀밭쥐
그리셀다줄무늬풀밭쥐(Lemniscomys griselda)는 쥐과에 속하는 설치류의 일종이다. 앙골라와 콩고민주공화국, 잠비아에서 발견된다. 자연 서식지는 건조 사바나 지역이다.